# 加登格羅夫鎮區 (愛荷華州第開特縣)
加登格羅夫鎮區（英語：Garden Grove Township）是位於美國愛荷華州第開特縣的一個行政鎮區。

## 地方資料
根據2010年美國人口普查的數據，加登格羅夫鎮區的面積為92.55平方千米，當中陸地面積為92.43平方千米，而水域面積為0.12平方千米。當地共有人口482人，而人口密度為每平方千米5.21人。